# المنذر بن المنذر (الأول)
المنذر بن المنذر بن النعمان هو تاسع ملوك الحيرة, امه هر ابنة النعمان ذكر ابن الكلبي انه حكم سبع سنين. في زمن قباذ بن فيروز.